# 新西伯利亚州州旗

俄羅斯新西伯利亚州州旗

新西伯利亚州州旗（俄语：Флаг Новосибирской области）是新西伯利亚州的旗幟，位於俄羅斯的西伯利亚联邦管区，高与宽的比例为2:3，于2003年7月10日启用。